# 笹川吉康
笹川 吉康（ささがわ よしやす、2002年5月31日 - ）は、神奈川県横浜市西区出身のプロ野球選手（外野手）。左投左打。福岡ソフトバンクホークス所属。

## 経歴

### プロ入り前
横浜市立西前小学校3年から明神台リトルグランパースで野球を始め、横浜市立西中学校時代は「中本牧シニア」に所属。
高校は横浜市立横浜商業高等学校に進学し、1年時から外野手兼投手を務めた。甲子園出場経験は無く、2年生の夏の第101回全国高等学校野球選手権神奈川大会5回戦で、3番・先発投手兼中堅手として出場し、投手として1回1/3を無失点、打者として1安打1打点を挙げるが、神奈川県立相模原高等学校に3-4で敗れた。高校通算40本塁打。
2020年10月26日のドラフト会議において、福岡ソフトバンクホークスからドラフト2位で指名され、11月13日、横浜市内にて入団交渉を行い、契約金6000万円、年俸600万円（金額は推定）で契約合意に達し、12月10日、入団発表会見が行われた。背番号は44。高校では“二刀流”として活躍したが、プロでは「センターで勝負したい」と外野手に専念することとなった。

### ソフトバンク時代
2021年は、新人合同自主トレ期間中の1月14日、体力測定の5段跳びで着地に失敗し、左足の母趾基節骨の不全骨折、第3指関節の軽度の骨挫傷と診断されリハビリ組に合流した。復帰後は主にファーム非公式戦（三軍）の試合に出場していたが、10月、練習中に第1肋骨を疲労骨折し、再びリハビリ組に合流した。
2022年は、3月20日のウエスタン・リーグのオリックス・バファローズ戦（タマスタ筑後）で初めて公式戦で本塁打を放った。二軍の試合には70試合に出場し、打率は.195だったが、4本塁打を記録した。
2023年は二軍戦で90試合に出場、前年と同じ本塁打4本、打率は前年より向上したものの.211にとどまる。ファーム日本選手権にも先発出場したが4打数無安打。
2024年は二軍戦で55試合に出場し、打率.271、2本塁打、20打点を記録。6月11日、初の一軍出場選手登録を果たす。同月14日、交流戦・対阪神タイガース1回戦（みずほPayPayドーム福岡）でプロ初先発出場し、阪神先発伊藤将司から5回裏二死からプロ初安打を放ち、続く廣瀨隆太の打席中にプロ初盗塁、廣瀨の決勝点となるプロ初本塁打に繋げた。翌15日には、3-0の5回裏に、阪神先発ビーズリーからプロ初本塁打を放った。6月20日に登録を抹消される。7月20日にはウインク球場で開催されたフレッシュオールスターに出場した。シーズン終盤の9月30日に再び一軍に昇格。3試合でスタメン起用され、10月1日のオリックス戦（みずほPayPay）では、プロ初適時打を含む2安打1盗塁の活躍で、ポストシーズンへ向けてアピール。横浜DeNAベイスターズとの日本シリーズでは、10月30日の第4戦で9番・左翼手として日本シリーズ初出場・初先発を果たし、6回には初安打と初盗塁を記録した。

## 選手としての特徴
50メートルのタイムは6秒2。柳田悠岐を彷彿とさせるフルスイングが持ち味。投手としては最速140 km/hのストレートを投じる。

## 人物
- 名前の由来は、豊臣秀吉の「吉」と徳川家康の「康」から来ている[26]。
- 父親が日本人、母親がミャンマー出身のハーフ[24]。

## 詳細情報

### 年度別打撃成績
| 年 度     | 球 団        | 試 合 | 打 席 | 打 数 | 得 点 | 安 打 | 二 塁 打 | 三 塁 打 | 本 塁 打 | 塁 打 | 打 点 | 盗 塁 | 盗 塁 死 | 犠 打 | 犠 飛 | 四 球 | 敬 遠 | 死 球 | 三 振 | 併 殺 打 | 打 率 | 出 塁 率 | 長 打 率 | O P S |
| --------- | ------------ | ----- | ----- | ----- | ----- | ----- | -------- | -------- | -------- | ----- | ----- | ----- | -------- | ----- | ----- | ----- | ----- | ----- | ----- | -------- | ----- | -------- | -------- | ----- |
| 2024      | ソフトバンク | 7     | 21    | 21    | 3     | 6     | 0        | 0        | 1        | 9     | 2     | 2     | 1        | 0     | 0     | 0     | 0     | 0     | 6     | 0        | .286  | .286     | .429     | .714  |
| 通算：1年 | 通算：1年    | 7     | 21    | 21    | 3     | 6     | 0        | 0        | 1        | 9     | 2     | 2     | 1        | 0     | 0     | 0     | 0     | 0     | 6     | 0        | .286  | .286     | .429     | .714  |

- 2024年度シーズン終了時

### 年度別守備成績
| 年 度 | 球 団        | 外野  | 外野  | 外野  | 外野  | 外野  | 外野     |
| 年 度 | 球 団        | 試 合 | 刺 殺 | 補 殺 | 失 策 | 併 殺 | 守 備 率 |
| ----- | ------------ | ----- | ----- | ----- | ----- | ----- | -------- |
| 2024  | ソフトバンク | 7     | 14    | 0     | 0     | 0     | 1.000    |
| 通算  | 通算         | 7     | 14    | 0     | 0     | 0     | 1.000    |

- 2024年度シーズン終了時

### 記録
初記録
- 初出場：2024年6月12日、対東京ヤクルトスワローズ2回戦（みずほPayPayドーム福岡）、5回表に近藤健介に代わり右翼手で出場
- 初打席：同上、7回裏に山野太一から二ゴロ
- 初安打：2024年6月14日、対阪神タイガース1回戦（みずほPayPayドーム福岡）、5回裏に伊藤将司から中前安打[16]
- 初盗塁：同上、5回裏に二盗（投手：伊藤将司、捕手：坂本誠志郎）[16]
- 初本塁打：2024年6月15日、対阪神タイガース2回戦（みずほPayPayドーム福岡）、5回裏にジェレミー・ビーズリーから右越ソロ[17]

### 背番号
- 44（2021年 - ）

### 登場曲
- 「Nobody's Better」Suzi ft. Fetty Wap（2021年 - ）